# Пітт (округ, Північна Кароліна)
Шаблон:StateAbbr_ 35°35′ пн. ш. 77°23′ зх. д. / 35.59° пн. ш. 77.38° зх. д.
Округ  Пітт (англ. Pitt County) — округ (графство) у штаті  Північна Кароліна, США. Ідентифікатор округу 37147.

## Історія
Округ утворений 1760 року.

## Демографія
За даними перепису 
2000 року 
загальне населення округу становило 133798 осіб, зокрема міського населення було 88038, а сільського — 45760.
Серед мешканців округу чоловіків було 63441, а жінок — 70357. В окрузі було 52539 домогосподарств, 32237 родин, які мешкали в 58408 будинках.
Середній розмір родини становив 3,02.
Віковий розподіл населення поданий у таблиці:
| Стать    | До 15 років | 15-21 | 22-29 | 30-39 | 40-49 | 50-65 | 65-85 | Понад 85 |
| -------- | ----------- | ----- | ----- | ----- | ----- | ----- | ----- | -------- |
| Чоловіки | 13557       | 9037  | 9827  | 9197  | 8873  | 8144  | 4503  | 303      |
| Жінки    | 13011       | 10685 | 9928  | 9947  | 9860  | 8904  | 6921  | 1101     |

## Суміжні округи
- Мартін — північний схід
- Бофорт — схід
- Крейвен — південь, південний схід
- Ленуар — південь, південний захід
- Ґрін — південний захід
- Вілсон — захід
- Еджком — північний захід

## Виноски
1. ↑  U.S. Decennial Census. United States Census Bureau. Архів оригіналу за 26 квітня 2015. Процитовано 18 січня 2015.
2. ↑  Historical Census Browser. University of Virginia Library. Архів оригіналу за 11 серпня 2012. Процитовано 18 січня 2015.
3. ↑  Forstall, Richard L., ред. (27 березня 1995). Population of Counties by Decennial Census: 1900 to 1990. United States Census Bureau. Процитовано 18 січня 2015.
4. ↑  Census 2000 PHC-T-4. Ranking Tables for Counties: 1990 and 2000 (PDF). United States Census Bureau. 2 квітня 2001. Процитовано 18 січня 2015.
5. ↑  State & County QuickFacts. United States Census Bureau. Архів оригіналу за 5 липня 2011. Процитовано 29 жовтня 2013.(англ.) Наведено за англійською вікіпедією.
6. ↑  American FactFinder. Бюро перепису населення США. Архів оригіналу за 26 лютого 2012. Процитовано 31 січня 2008.

| США | Це незавершена стаття з географії США. Ви можете допомогти проєкту, виправивши або дописавши її. |